# بابی بلیک
بابی بلیک (انگلیسی: Bobby Blake؛ زاده ۱۱ اوت ۱۹۵۷) بازیگر پورنوگرافی گی آفرقایی-آمریکایی بازنشسته است.